# ال تارا
ال تارا (انگلیسی: El Tarra) نام شهری در کشور کلمبیا است.